# Ignaz Kuhngamberger
Ignaz Kuhngamberger (* 6. Dezember 1892 in Impfingen; † 31. Oktober 1973 in Tauberbischofsheim) war ein deutscher Landwirt und Politiker (CDU).

## Leben
Kuhngamberger war beruflich als Landwirt in Impfingen tätig. Zum 1. Mai 1933 trat er der NSDAP bei (Mitgliedsnummer 3.463.409). Er trat nach 1945 in die CDU ein und war von Ende der 1950er-Jahre bis 1966 Vorsitzender des CDU-Kreisverbandes Tauberbischofsheim. Weiterhin amtierte er als Bürgermeister der Gemeinde Impfingen. Von 1952 bis 1953 war er Mitglied der Verfassunggebenden Landesversammlung und danach bis 1964 Abgeordneter des Wahlkreises Tauberbischofsheim im Landtag von Baden-Württemberg.